# Duncan Renaldo
Duncan Renaldo (23 de abril de 1904 – 3 de septiembre de 1980) fue un actor estadounidense, conocido por su interpretación de The Cisco Kid en el cine y en la serie televisiva emitida entre 1950 y 1956 The Cisco Kid.

## Biografía
Su verdadero nombre era Renault Renaldo Duncan, y probablemente nació en España. Por ser huérfano, Renaldo nunca conoció a sus padres biológicos, y fue criado en varios países europeos. Decía no estar seguro del lugar de su nacimiento, aunque sus primeros recuerdos eran de España. Sin embargo, en otras ocasiones afirmaba haber nacido en Nueva Jersey e, incluso, en Rumanía. Sea como fuere, Renaldo nunca tuvo acento español, ni siquiera cuando interpretaba a Cisco Kid. 
En la década de 1920 emigró a los Estados Unidos. Incapaz de ganarse la vida pintando cuadros, intentó producir cortometrajes. Finalmente aceptó trabajar como actor, y firmó un contrato con MGM en 1928. Sin embargo, en 1934 fue arrestado por entrar ilegalmente en los Estados Unidos, aunque finalmente fue indultado por el presidente Franklin D. Roosevelt, volviendo a la interpretación posteriormente. 
Aunque trabajó principalmente en el cine de serie B, como por ejemplo en A Yank in Libya (1942), Tiger Fangs (1943), Renaldo también hizo papeles en películas de primera calidad, como Spawn of the North (1938), con George Raft, Henry Fonda y John Barrymore, o Por quién doblan las campanas, con Gary Cooper e Ingrid Bergman. 
A finales de la década de 1940, Renaldo protagonizó varias películas de género western con el papel del Cisco Kid y, en 1950, empezó a interpretar al personaje en una serie televisiva que se emitió hasta 1956. En una época en la que la televisión era en blanco y negro, el show se filmó en color. En el papel de Cisco, Renaldo recorría el viejo oeste en un caballo negro y blanco llamado Diablo, acompañado por Pancho, personaje interpretado por Leo Carrillo, que tenía veinticuatro años más que Renaldo. El Cisco Kid siempre ayudaba donde era preciso y, a diferencia de la mayoría de los héroes del western, nunca mató a nadie.
Renaldo ilustró un libro de poesía escrito por Moreton B. Price titulado Drifter's Dreams. Sus ilustraciones con dibujos en tinta de escenas idílicas, principalmente marinas y paisajes.
Por su contribución a la industria televisiva, Renaldo tiene una estrella en el Paseo de la Fama de Hollywood, en el 1680 de Vine Street.
Duncan Renaldo falleció a causa de un cáncer de pulmón en 1980, en Goleta (California). Tenía 76 años de edad. Fue enterrado en el Cementerio Calvary de Santa Bárbara (California).